# Toivo Mikael Kivimäki
Toivo Mikael Kivimäki (5. června 1886 Tarvasjoki - 6. května 1968) byl finský politik, představitel liberální Národní pokrokové strany (Kansallinen Edistyspuolue). Mezi 14. prosincem 1932 a 7. říjnem 1936 byl premiérem Finska, a stal se tak nejdéle sloužícím finským předsedou vlády meziválečné éry, pro niž byla jinak typická křehkost a krátkodobost kabinetů. Jeho kabinet byl nejdéle sloužící až do roku 1987. Byl rovněž ministrem vnitra (1928–1929), ministrem spravedlnosti (1931–1932), finským vyslancem v Berlíně (1940–1944) a vedoucím katedry občanského práva na Helsinské univerzitě (1931–1956). Původním povoláním byl právník a bankéř.
V roce 1946 byl Kivimäki spolu s půl tuctem dalších předních politiků postaven před soud kvůli „válečné odpovědnosti“. Stalo se tak pod tlakem vítězů druhé světové války, neboť Finsko za války, ohrožováno Sovětským svazem, spolupracovalo s Německem. Kivimäki byl odsouzen k pěti letům vězení poté, co byl shledán odpovědným za pokračovací válku. Provinit se měl především ve funkci velvyslance. Poté, co Finsko podepsalo Pařížské mírové smlouvy v roce 1947 a Finsko-sovětskou dohodu o přátelství, spolupráci a vzájemné pomoci v roce 1948, byla mezinárodní situace vyhodnocena jako klidnější a Kivimäkimu byla udělena prezidentem milost. Vrátil se ke své práci na akademické půdě.
Jako předseda vlády Kivimäki usiloval o stabilizaci politické situace poté, co bylo poraženo fašistické povstání v Mäntsälä. Jeho cílem bylo "skandinavizovat" finskou zahraniční politiku a zejména mu šlo o sblížení se Švédskem, k němuž však kvůli napětí plynoucímu z jazykových sporů ve Finsku nedošlo. Jako vyslanec v Třetí říši si Kivimäki nedělal iluze o povaze nacistického režimu, nicméně spojenectví s Německem se mu jevilo jako klíčové pro to, aby Finsko odolalo agresi Rusů. Kivimäkimu se podařilo zvrátit původně protifinský postoj nacistického Německa a získat jeho podporu, ačkoli se Finsko vyhýbalo formálním smlouvám s nacistickým Německem až do června 1944. Během éry finlandizace byly jeho politika a osoba ožehavými tématy, k nimž se málokdo vyjadřoval. Roku 1965 mu nicméně vyšly paměti.